# Iglesia de San Miguel (Paradela de Muces)
La iglesia de San Miguel es un templo parroquial católico situado en Paradela de Muces (Priaranza del Bierzo), (León, España), tiene una nave única rectangular y dos capillas en los brazos de la cruz.

## Arquitectura
Según estudios, su construcción podría estar en torno al siglo XVI, después de la cual se efectuaron diversas modificaciones.
La iglesia es de planta de cruz latina. Consta de una nave principal rectangular con techumbre a dos aguas, de pizarra y se asienta sobre columnas de madera a los lados.
El crucero está presidido por el altar y el retablo mayor, de estilo churrigueresco. La parte superior del crucero está rematada con alfarje de estrellas labradas a mano.
Las paredes del templo están realizadas en mampostería, a excepción de los arcos que separan su interior, estribos exteriores y la espadaña o campanario en piedra de sillarejo.

## Retablos
Retablo mayor

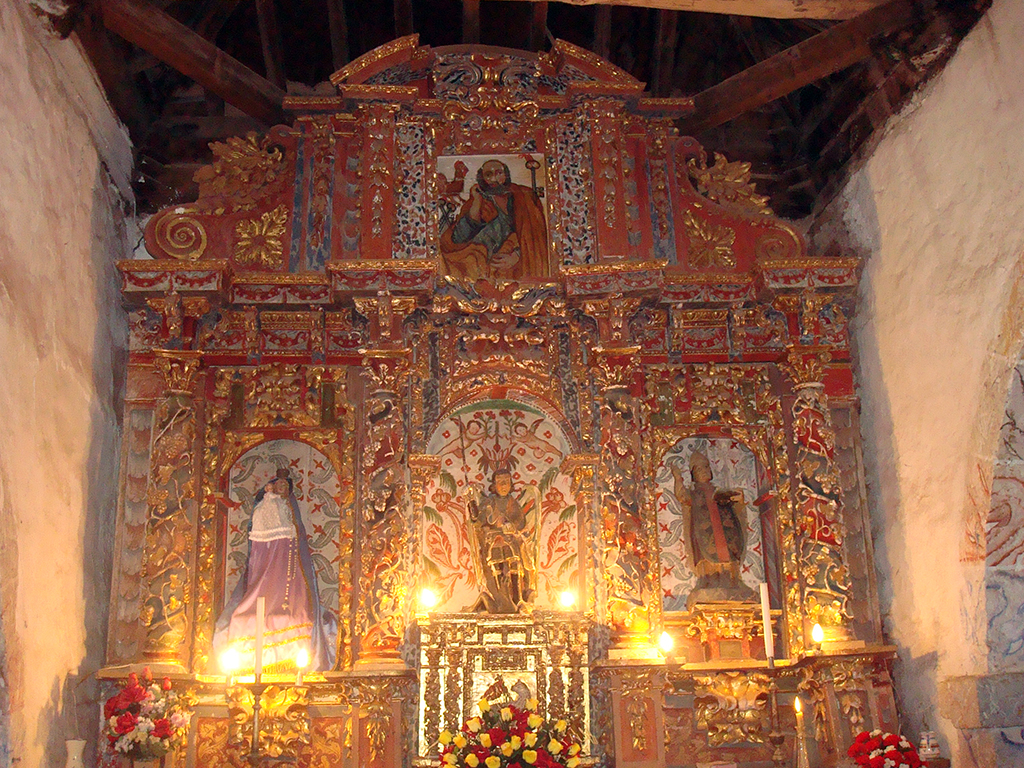
El retablo mayor antes de su restauración

Retablo de estilo churrigueresco, del siglo XVI, que consta de dos cuerpos. El cuerpo superior tiene una única calle con una imagen de “San Pedro con las llaves”. El cuerpo inferior coronado tiene tres calles, la calle de la izquierda contiene una escultura de madera policromada de la Virgen del Rosario, la calle central contiene una escultura de madera policromada de San Miguel y la calle derecha contiene una de las pocas esculturas policromadas que existen del último anacoreta del Bierzo, San Genadio.
Retablo a Cristo Crucificado
Retablo situado en el brazo izquierdo de la planta de cruz latina con un "Cristo crucificado".

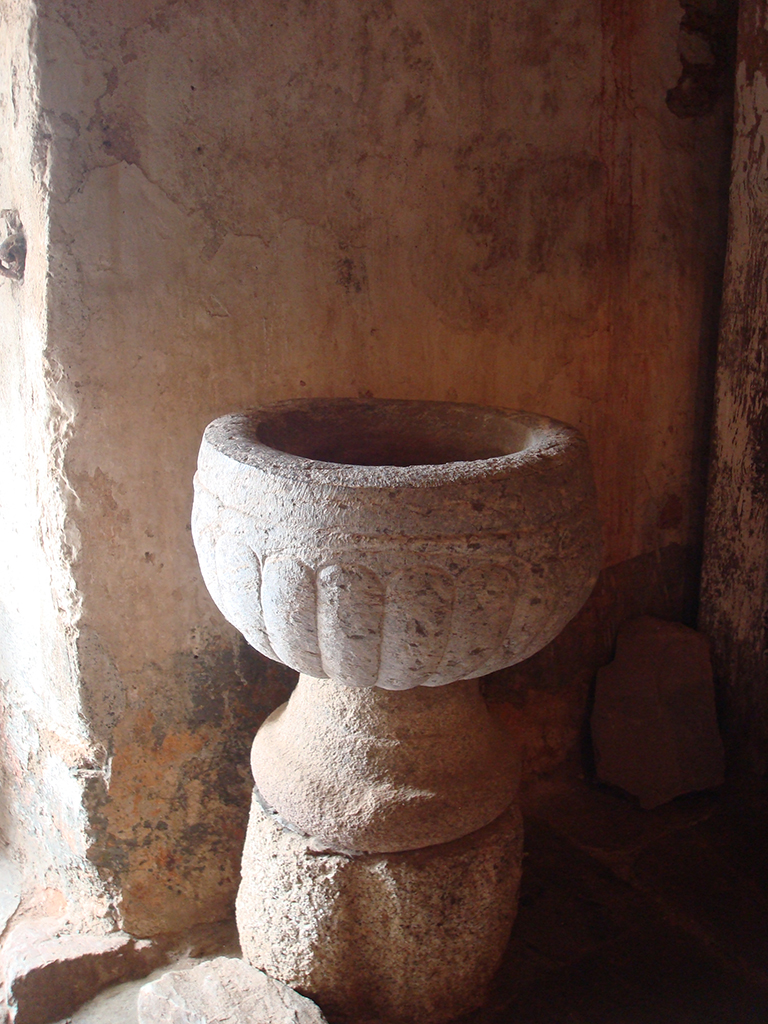
Pila de agua bendita, antes de la restauración de la iglesia

Retablo de Santa Bárbara
Retablo situado en el brazo derecho de la planta de cruz latina, con escultura en madera policromada de Santa Bárbara.

## Restauración
- Año 2010, restauración del muro que rodea la iglesia y el cementerio, reforzándolo con grandes piedras, para evitar su posible desplome.
- Año 2012, desmontado y montado de la parte superior del retablo mayor, que tenía problemas estructurales. Tratamiento contra la carcoma y limpieza, y restauración de sus esculturas.
- Año 2013, restauración de las cubiertas y del interior del cuerpo de la iglesia.
- Año 2014, raseado y pintado de la nave principal.